# 格林菲爾德鎮區 (明尼蘇達州瓦巴沙縣)
格林菲爾德鎮區（英語：Greenfield Township）是位於美國明尼蘇達州瓦巴沙縣的一個行政鎮區，於1858年設立。

## 地方資料
格林菲爾德鎮區的面積為97.97平方千米，當中陸地面積為83.53平方千米，而水域面積為14.44平方千米。根據2020年美國人口普查的數據，當地共有人口1308人，而人口密度為每平方千米13.35人。